# كانوك تشيس (دائرة انتخابية في المملكة المتحدة)
كانوك تشيس (بالإنجليزية: Cannock Chase)‏ هي إحدى الدوائر الانتخابية في المملكة المتحدة الممثلة في مجلس العموم في برلمان المملكة المتحدة.
عضو البرلمان الذي يمثلها حالياً هو :Dr Tony Wright (Lab).